# Ruritânia
Ruritânia é um país fictício, originalmente localizado na Europa central como cenário para romances de Anthony Hope, como O Prisioneiro de Zenda (1894). Hoje em dia, o termo conota um país europeu menor, ou é usado como um nome de espaço reservado para um país não especificado em discussões acadêmicas. O primeiro uso conhecido do demônimo Ruritano foi em 1896.
O cenário de Hope deu nome a um gênero literário envolvendo países fictícios, que é conhecido como romance ruritano.

## País fictício
Juristas especializados em direito internacional e direito internacional privado usam Ruritânia e outros países fictícios ao descrever um caso hipotético que ilustra algum ponto jurídico. O ministro das Relações Exteriores da Austrália, Alexander Downer, citou a Ruritânia como um inimigo fictício ao ilustrar um tratado de segurança entre a Austrália e a Indonésia assinado em 8 de novembro de 2006. "Não é disso que se trata o relacionamento", disse ele. "Trata-se de trabalhar juntos nas ameaças com as quais temos que lidar, que são diferentes tipos de ameaças".
Da mesma forma, um tribunal britânico, ao contemplar uma proibição de publicação relacionada a um caso de agressão sexual na infância, referiu-se ao país de origem da criança como "Ruritânia", explicando ainda que "O menino foi descrito no julgamento como tendo 'dupla nacionalidade britânica e ruritana'."
O economista Ludwig von Mises discutiu a reforma monetária para a Ruritânia e seus "rurs" na edição ampliada de The Theory of Money and Credit (1912), capítulo 23. Ele também faz referência a ela em Human Action. Murray Rothbard, ex-aluno de von Mises, também menciona o país fictício em suas próprias obras.

## Ruritânia como no centro e sudeste da Europa
Ruritânia também tem sido usada para descrever o desenvolvimento estereotipado do nacionalismo na Europa Oriental do século XIX, por Ernest Gellner em Nations and Nationalism, em um pastiche das narrativas históricas de movimentos nacionalistas entre poloneses, tchecos, sérvios, romenos, etc., os camponeses ruritanos que viviam no "Império da Megalomania" desenvolveram a consciência nacional através da elaboração de uma alta cultura ruritana por um pequeno grupo de intelectuais respondendo à industrialização e à migração laboral.
O autor e historiador real Theo Aronson, em seu livro Crowns in Conflict (1986), usou o termo para descrever as condições semi-românticas e até tribais das culturas balcânicas e romenas antes da Grande Guerra (Primeira Guerra Mundial). Walter Lippmann usou a palavra para descrever o estereótipo que caracterizou a visão das relações internacionais durante e após a Primeira Guerra Mundial. 
Vesna Goldsworthy, da Kingston University, em seu livro Inventing Ruritânia: o imperialismo da imaginação (Yale University Press, 1998), aborda a questão do impacto do trabalho de romancistas e cineastas na formação das percepções internacionais dos Balcãs no quadro de um tipo antiocidental de modernismo que recebeu muitas críticas de outros acadêmicos. As teorias de Goldsworthy consideram histórias e filmes sobre a Ruritânia como uma forma de "exploração literária ou colonização narrativa" dos povos dos Balcãs.